# 諸兵科連合

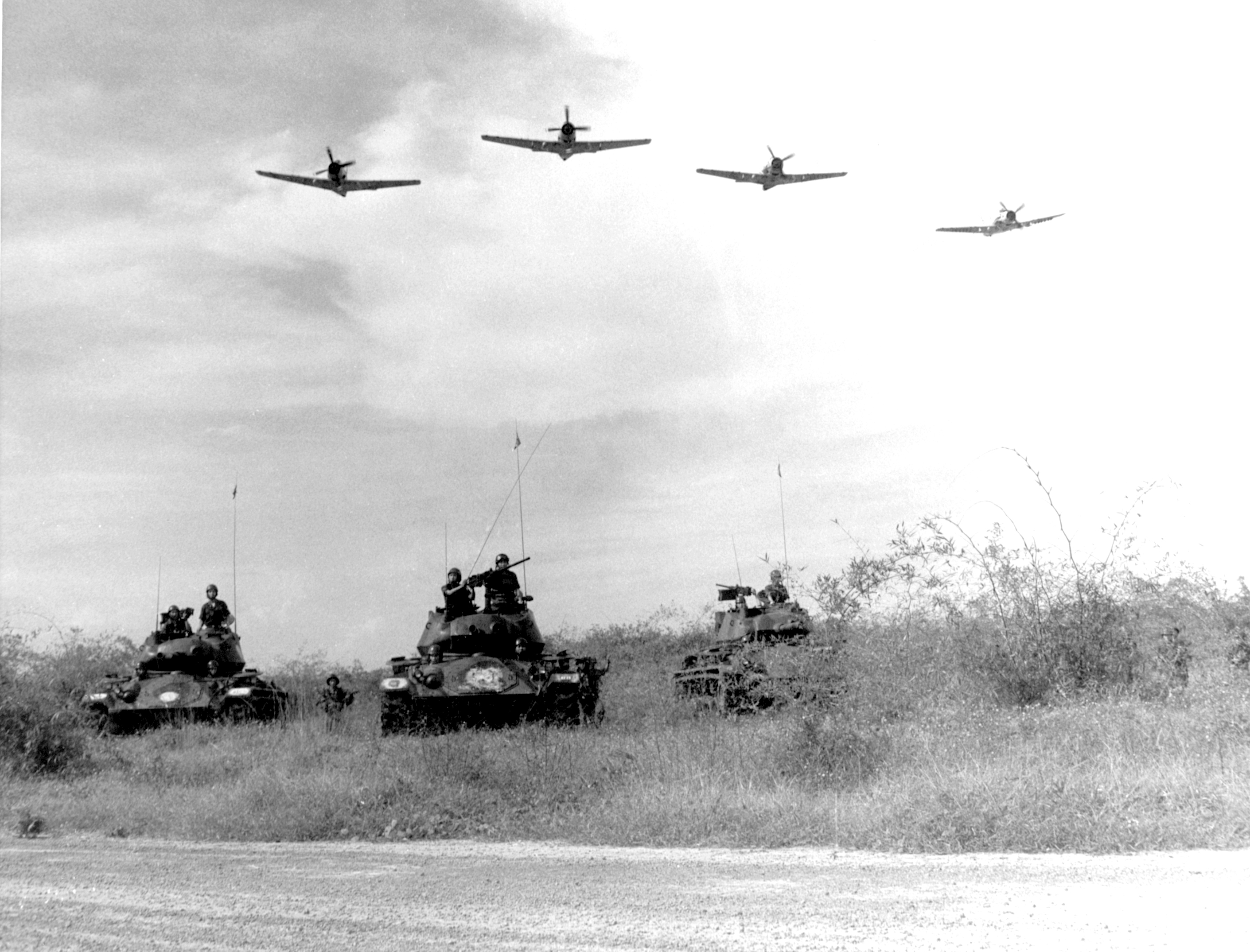
航空機の支援の下、前進する歩兵と戦車

諸兵科連合（しょへいかれんごう、英語：Combined arms、ドイツ語：Gefecht der verbundenen Waffen）は、軍隊内の異なる兵科（兵種）同士が戦闘を実施するにあたって、相互に欠けている能力を補完するために組まれる単位や形態についての戦闘教義。諸兵種連合や諸兵連合とも呼称され、陸上自衛隊では諸職種連合と呼称する。
諸兵科連合教義は、それぞれ一種類の兵士または一種類の武器体系のみからなる兵科部隊と対照をなす。
現代の軍隊で例えれば、機甲師団は歩兵部隊・戦車部隊・砲兵部隊・工兵部隊・偵察部隊さらにヘリコプター部隊の混成からなり、単一の命令系統に組み込まれる。諸兵科連合部隊を構成する各種部隊はいずれも単一の兵科部隊であるが、編組する場合は最大の単位を基幹にして部隊を集中させる。また、状況が必要とした場合は更に他軍種から戦闘機や爆撃機などの航空機や艦艇による各種支援も実施される。諸兵科連合は均質性を維持する階梯以下にまで適用される場合もある。例えば、一時的に戦車中隊を歩兵大隊に配属させるなどがある。

## 規模別の事例
旅団・連隊規模
- 戦闘団/連隊戦闘団（独語: Kampfgruppe、英語: Regimental Combat Team）
- 旅団戦闘団
- 即応機動連隊

大隊規模
- 大隊機動部隊/大隊タスクフォース(Battalion task force)
- 大隊戦術群（ロシア語: Батальонная тактическая группа、英語: Battalion Tactical Group）

中隊規模
- チーム/増強中隊(Combat team)

| NATO兵科記号における友軍チームの記載例 | NATO兵科記号における友軍チームの記載例 | NATO兵科記号における友軍チームの記載例 | NATO兵科記号における友軍チームの記載例 | NATO兵科記号における友軍チームの記載例 |
| -------------------------------------- | -------------------------------------- | -------------------------------------- | -------------------------------------- | -------------------------------------- |
|                                        |                                        |                                        |                                        |                                        |
| 機械化歩兵チーム                       |                                        | 機甲チーム                             |                                        | 歩兵・機甲連合チーム                   |